# Arica (cratère)
Pour les articles homonymes, voir Arica.
Le cratère Arica est un cratère d'impact de 15,77 km de diamètre situé sur Mars dans le quadrangle de Mare Acidalium. Il a été nommé en référence à la ville d'Arica en Colombie.